# Sanqing Shan (Antarktika)
Sanqing Shan (chinesisch 三清山) ist eine Gruppe von kleinen Hügeln an der Ingrid-Christensen-Küste des ostantarktischen Prinzessin-Elisabeth-Lands. Sie befindet sich im Zentrum der Lied Promontory in den Larsemann Hills.
Chinesische Wissenschaftler benannten die Gruppe bei Vermessungen und Kartierungen im Jahr 1993.